# 海倫 (奧爾良公主)
海伦·路易丝·亨丽叶特（法語：Hélène Louise Henriette，1871年6月13日—1951年1月21日），是法国奥尔良王朝公主和意大利奥斯塔公爵夫人。
她的父亲巴黎伯爵腓力七世是奥尔良王朝法国国王路易-菲利普一世的孙子。1886年，法国第三共和国推翻了所有法国的王室。海伦一家流亡到英格兰。
海伦是当时欧洲王室中有名的美人。她不乏求婚者，其中包括英国维多利亚女王的长孙阿尔伯特·维克托王子。1887年，两人首次见面。1890年，她和阿尔伯特王子开始相恋，后者甚至愿意为身为天主教徒的她放弃王位继承权。维多利亚女王支持他们的爱情但警告他们的婚事会有很多困难。海伦愿意改宗英国国教聖公宗，但婚事最终因女方家人和教宗反对而不了了之。
1895年，她和意大利萨伏依王朝的奥斯塔公爵埃曼努埃莱·菲利贝托结婚。埃曼努埃莱·菲利贝托王子是维托里奥·埃马努埃莱二世的孙子。两人的婚姻生活并不愉快。1931年，她还丈夫逝世后在嫁给一位意大利军官。